# Bahnstrecke Triest–Opicina
| Südliche Endstation Piazza Oberdan in Triest |                        |                                      |                              |
| |                        |                                      |                              |
| Streckenlänge: | 5,175 km               |                                      |                              |
| Spurweite: | 1000 mm (Meterspur)    |                                      |                              |
| Stromsystem: | Oberleitung 600 Volt = |                                      |                              |
| Maximale Neigung: | 260 ‰                  |                                      |                              |
| Minimaler Radius: | 40 m                   |                                      |                              |
| |                        |                                      |                              |
| \| \| 0,000 \| Piazza Oberdan \| 3 m \| \| \| 0,405 \| Piazza Scorcola Beginn Standseilbahn \| 17 m \| \| \| 0,693 \| Sant’Anastasio \| 55 m \| \| \| 0,983 \| Romagna \| 115 m \| \| \| 1,274 \| Vetta Scorcola Ende Standseilbahn \| 177 m \| \| \| 1,823 \| Cologna Campo Sportivo \| 210 m \| \| \| 2,140 \| Cologna Chiesetta \| 221 m \| \| \| 2,695 \| Conconello \| 263 m \| \| \| \| Bahnstrecke Jesenice–Trieste \| \| \| \| 3,573 \| Banne \| 305 m \| \| \| 4,282 \| Obelisco \| 343 m \| \| \| 4,582 \| Campo Romano \| 330 m \| \| \| 4,765 \| Via Nazionale \| 330 m \| \| \| \| \| \| \| \| 5,175 \| Opicina \| 329 m \| \| \| \| von Trieste \| \| \| \| \| von Opicina Campagna \| \| \| \| 6,4 \| Villa Opicina (Opcina Staatsbahnhof) \| 310 m \| \| \| \| nach Wien \| \| |                        |                                      |                              |
| Kopfbahnhof Streckenanfang | 0,000                  | Piazza Oberdan                       | 3 m                          |
| Haltepunkt / Haltestelle | 0,405                  | Piazza Scorcola Beginn Standseilbahn | 17 m                         |
| Haltepunkt / Haltestelle | 0,693                  | Sant’Anastasio                       | 55 m                         |
| Haltepunkt / Haltestelle | 0,983                  | Romagna                              | 115 m                        |
| Bahnhof | 1,274                  | Vetta Scorcola Ende Standseilbahn    | 177 m                        |
| Haltepunkt / Haltestelle | 1,823                  | Cologna Campo Sportivo               | 210 m                        |
| Haltepunkt / Haltestelle | 2,140                  | Cologna Chiesetta                    | 221 m                        |
| Haltepunkt / Haltestelle | 2,695                  | Conconello                           | 263 m                        |
| Kreuzung mit Tunnelstrecke |                        | Bahnstrecke Jesenice–Trieste         | Bahnstrecke Jesenice–Trieste |
| Bahnhof | 3,573                  | Banne                                | 305 m                        |
| Haltepunkt / Haltestelle | 4,282                  | Obelisco                             | 343 m                        |
| Haltepunkt / Haltestelle | 4,582                  | Campo Romano                         | 330 m                        |
| Haltepunkt / Haltestelle | 4,765                  | Via Nazionale                        | 330 m                        |
| Strecke von links (außer Betrieb) · Abzweig geradeaus und ehemals nach rechts |                        |                                      |                              |
| Strecke (außer Betrieb) · Kopfbahnhof Streckenende | 5,175                  | Opicina                              | 329 m                        |
| Strecke (außer Betrieb) · Strecke von links |                        | von Trieste                          | von Trieste                  |
| Strecke (außer Betrieb) · Abzweig geradeaus und ehemals von links |                        | von Opicina Campagna                 | von Opicina Campagna         |
| Haltepunkt / Haltestelle Streckenende (Strecke außer Betrieb) · Bahnhof | 6,4                    | Villa Opicina (Opcina Staatsbahnhof) | 310 m                        |
| Strecke nach links |                        | nach Wien                            | nach Wien                    |

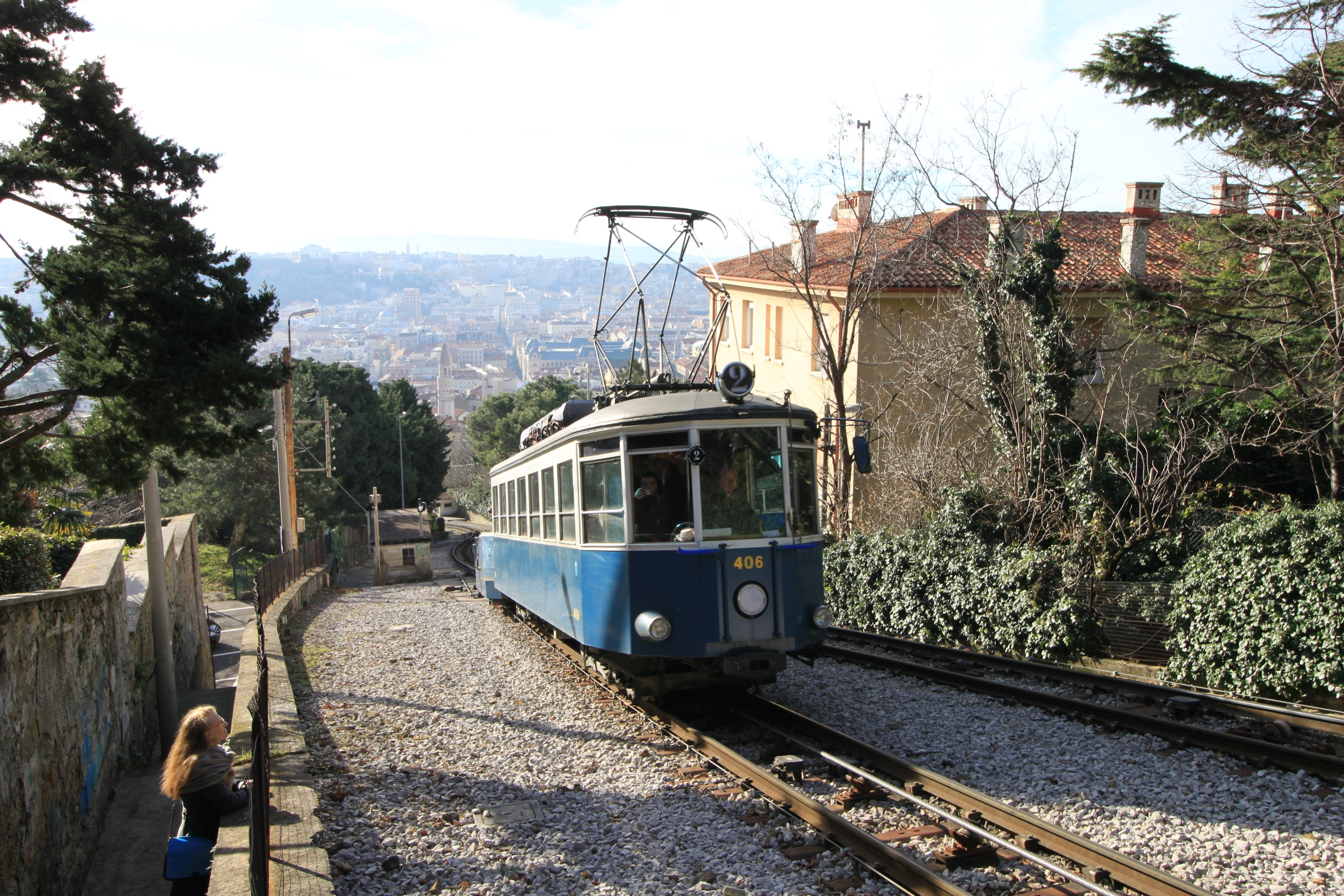
Die Bahn im unteren Teil der Standseilbahn, kurz vor der Haltestelle Sant’Anastasio, hinter dem Triebwagen der Schubwagen der Standseilbahn

Die Bahnstrecke Triest–Opicina ist eine 5,175 Kilometer lange italienische Schmalspurbahn, deren Wagen den steilsten Abschnitt der Strecke als Besonderheit mit Hilfe eines nach dem System einer Standseilbahn funktionierenden Schubwagens überwinden. Die meterspurige Bahn verbindet die Hafenstadt Triest mit dem Vorort Opicina und wird seit 2001 vom Verkehrsunternehmen Trieste Trasporti (TT) betrieben. Frühere Betreibergesellschaften waren die Società Anonima Piccole Ferrovie – SAPF (1902–1961), die Servizio Comunale Trenovia – SCT (1961–1970), die Azienda Comunale Elettricità Gas Acqua e Tranvie – ACEGAT (1970–1977) und die Azienda Consorziale Trasporti – ACT (1977–2000).
Aufgrund ihres Überlandstraßenbahn-artigen Betriebs wird die Bergbahn nach Opicina heute meist als Straßenbahn (italienisch Tranvia di Opicina oder Trenovia di Opicina, triestinisch Tram de Opcina, slowenisch Openski tramvaj) bezeichnet. Sie ist als Kleinbahn konzessioniert und war sowohl betrieblich als auch unternehmerisch stets unabhängig von der früheren Straßenbahn Triest – diese war normalspurig und verkehrte von 1876 bis 1970. Die Strecke nach Opicina ist heute als Linie 2 in das städtische Netz integriert, zu Zeiten der normalspurigen Straßenbahn verkehrte sie hingegen ohne Liniennummer.

## Strecke
Die Bahn beginnt auf der Piazza Oberdan, die knapp über Meereshöhe im nördlichen Stadtzentrum von Triest liegt. Auf ihrer Fahrt zum Ortszentrum von Opicina überwindet die Bahn 340 Höhenmeter. Die Adhäsionsstrecke weist eine maximale Steigung von acht Prozent auf, die 799 Meter lange Steilstrecke zwischen den Stationen Piazza Scorcola und Vetta Scorcola von 26 Prozent. Die 160 Höhenmeter zwischen den beiden Stationen werden mit Hilfe einer Standseilbahn überwunden. Der bergwärts fahrende Triebwagen wird dazu an der Talstation Piazza Scorcola vor den unteren Schubwagen der Standseilbahn gestellt, der talwärts fahrende in der Bergstation Vetta Scorcola hinter den oberen Schubwagen der Standseilbahn. Mit der Fahrt der Standseilbahn werden der bergwärts fahrende Triebwagen den Steilabschnitt hochgeschoben und der talwärts fahrende gebremst, wobei Geschwindigkeiten bis maximal zwölf Kilometer in der Stunde erreicht werden. Die kleinen Wagen der Seilbahn befördern selbst keine Reisenden oder Güter, ihre flache Bauart erlaubt dem Fahrer des talwärts fahrenden Wagens die Sicht darüber auf die Strecke.
Der Antrieb der Standseilbahn befindet sich in der Bergstation Vetta Scorcola. Die von der Bell Maschinenfabrik aus der Schweiz gelieferte Maschinenanlage weist eine Antriebsleistung von ca. 150 kW (200 PS) auf. Der Gleichstrommotor wird direkt aus dem Fahrleitungsnetz mit elektrischer Energie versorgt.

## Betrieb
Durch die Standseilbahn im Steilabschnitt ist die Fahrplangestaltung vorgegeben. Die Bahn verkehrt von 7 bis 20 Uhr, nach der Wiedereröffnung im Februar 2025 war zunächst ein Kurs im 86-Minuten-Takt in Betrieb. Seit dem 3. März 2025 stehen wieder ständig drei Kurse im Einsatz – es wird ganztägig ein 28-Minuten-Takt gefahren. Die Strecke ist eingleisig mit Ausweichen. 
Der Betriebshof mit der mehrgleisigen Wagenhalle befindet sich beim nördlichen Endpunkt Villa Opicina.

## Geschichte

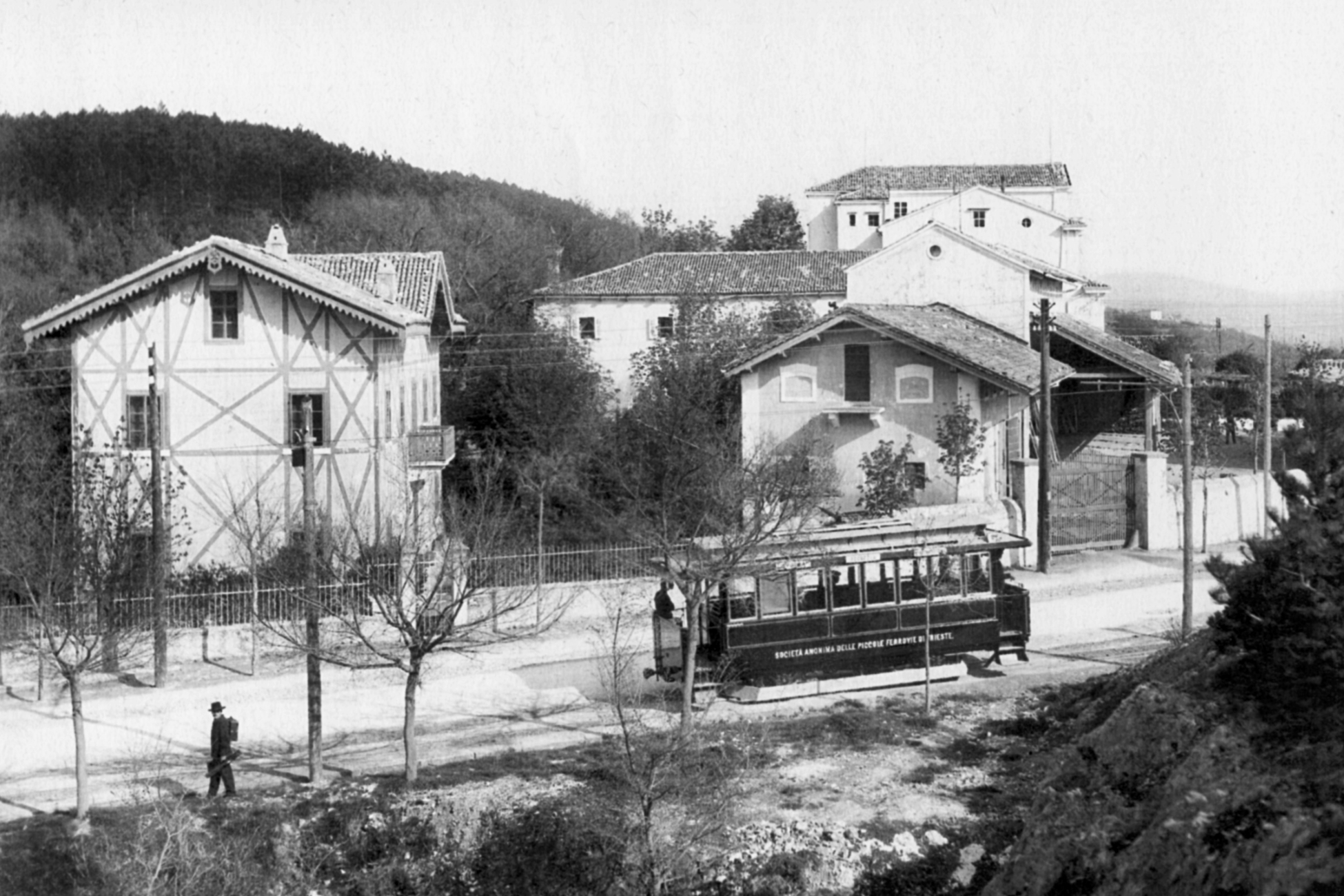
Die Haltestelle Obelisco in der Frühzeit der Bahn

Die Kleinbahn nach Opicina wurde am 9. September 1902 in Betrieb genommen, als Triest zu Österreich gehörte. Im Juli 1906 wurde die Verlängerung bis zum Staatsbahnhof Opicina an der Bahnstrecke Jesenice–Trieste dem Verkehr übergeben. Der Steilabschnitt wurde zuerst mit einer Zahnradbahn überwunden, deren zwei Lokomotiven die Personentriebwagen mit einer Geschwindigkeit von sieben bis acht Kilometern in der Stunde über die Zahnradstrecke schoben. Auf den Adhäsionsabschnitten erreichten die Triebwagen eine Geschwindigkeit von 15 Kilometern in der Stunde.
Wegen der zunehmenden Beförderungszahlen und der eingeschränkten Beförderungskapazität der Zahnradbahn wurde diese 1927 abgebaut und durch die Standseilbahn ersetzt, die am 26. April 1928 den Betrieb aufnahm.
1978 wurden die Standseilbahnwagen ersetzt. Die neuen Wagen hatten keinen kastenförmigen Aufbau mehr wie die ersten Wagen, sondern nur noch eine kleine Kabine für das Bedienpersonal. 2005 wurden die Standseilbahnwagen abermals ersetzt. Die neueste Generation der Standseilbahnwagen weist keine Kabine und keinen Stromabnehmer mehr auf, weil die Anlage nun von den Fahrern der Triebwagen ferngesteuert wird.
Der Betrieb der Bahn nach Opicina wurde am 2. September 2012 nach einer Entgleisung wegen Renovierungsarbeiten vorübergehend eingestellt. Am 18. August 2014 wurde der Betrieb wieder aufgenommen.
Am 16. August 2016 stießen die Wagen 404 und 405 auf Höhe der Via Commerciale 180 frontal zusammen. Bei dem Unfall waren acht Verletzte zu beklagen. Ein Schienenersatzverkehr (Linie 2/) wurde eingerichtet. Aufgrund des Unfalls war die Bahn vom 16. August 2016 bis zum 31. Januar 2025 eingestellt. Es erfolgten Renovierungsarbeiten. Nach ersten Testfahrten im Dezember 2024 nahmen die Behörden den Betrieb ab. Am 1. Februar 2025 nahm die Bahn den Betrieb wieder auf.

## Bedeutung

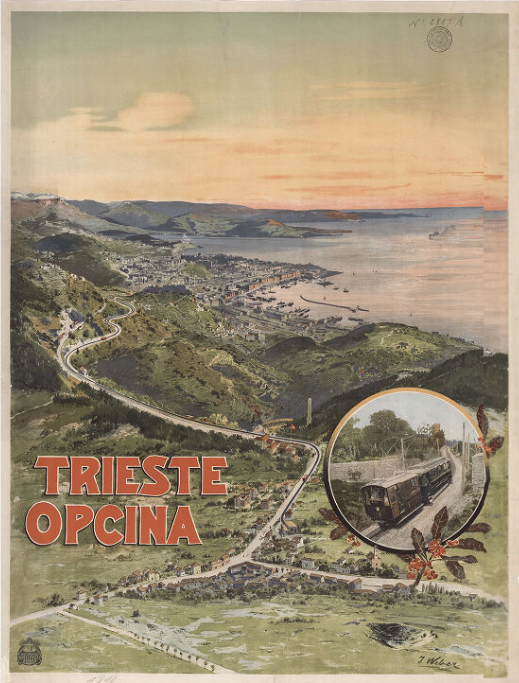
Plakat zur Eröffnung der Bahn von Triest nach Opicina. In der Vignette rechts ist eine Zahnradlokomotive dargestellt.

Ursprünglich hatte die Bahn eine zentrale Bedeutung für die Erschließung des Triester Hinterlandes. 1913 beförderte sie 459.000 Fahrgäste, von denen ein Großteil der ansässigen Bevölkerung angehörte. Heute hat sie ihre Bedeutung als wichtigstes Verkehrsmittel für die einheimische Bevölkerung verloren und ist nun auch eine Touristenattraktion, die auf hohe Subventionen angewiesen ist. Sie wird von der Triestiner Bevölkerung immer noch hoch geschätzt und in einigen italienischen und slowenischen Volksliedern besungen.

## Fahrzeuge

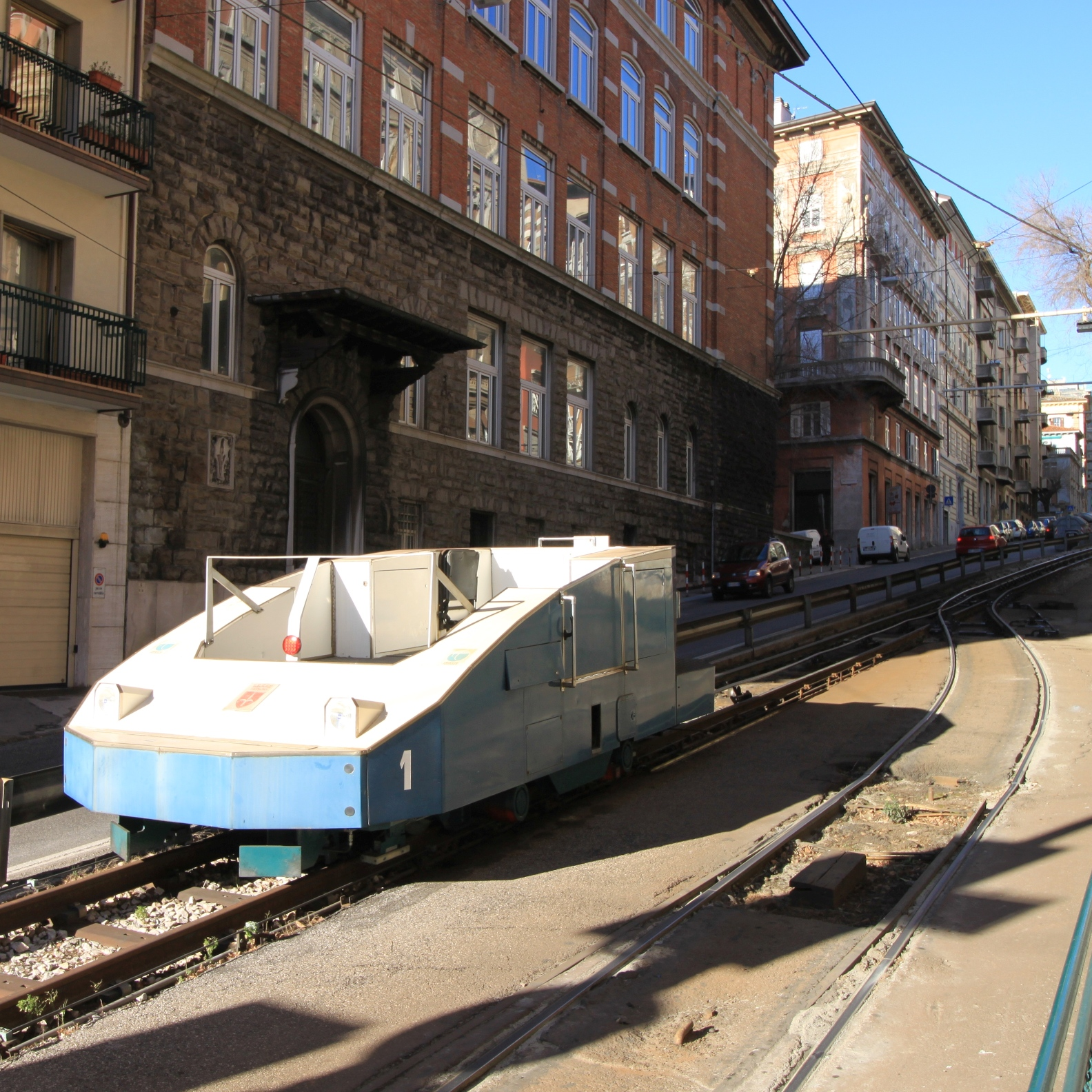
Neuer flacher Standseilbahnwagen, seit 2005 im Einsatz

### Grazer Triebwagen
Ursprünglich wurde die Bahn mit neun zweiachsigen Triebwagen bedient, welche 1901–1906 von der Grazer Waggonfabrik gebaut und elektrisch von der Österreichischen Union-Elektrizitätsgesellschaft aus Wien ausgerüstet wurden. Die Triebwagen waren über Puffer 8.445 mm (Nr. 1–2) bzw. 9.445 mm (Nr. 3–8) lang, 2520 mm breit und 9.500 kg schwer. Drei Wagen waren zudem als Sommerwagen ausgerüstet, die Seitenwände waren ab der Sitzfläche bis zur Fensterbrüstung vergittert. Der Antrieb erfolgte über zwei Tatzlager-Gleichstrommotore der Type AEG U22-A6 mit je 20 kW, welche über zwei Fahrschalter UEG B9 mit sechs Fahr- und sechs Bremsstufen gesteuert wurden. Zwei Triebwagen sind erhalten geblieben.
Die drei Zahnradlokomotiven entsprachen der Type He 2/2. Untergestell und der Antrieb stammten von der Schweizerischen Lokomotiv- und Maschinenfabrik, die elektrische Ausrüstung von der UEG und der nach Schweizer Vorbildern gebaute hölzerne Wagenkasten ebenfalls von der Grazer Waggonfabrik. Der Antrieb erfolgte durch zwei sechspolige und je ca. 150 kW (200 PS) starke Gleichstrommotore für 500 V Spannung über ein gemeinsames Vorgelege auf das Antriebszahnrad System Strub. Die Höchstgeschwindigkeit betrug 7,5 km/h. Lok Nr. 3 diente 1907 als Baulok der Rittner Bahn in Südtirol. Die Lokomotiven wurden nach dem Bau der Standseilbahn 1928 verschrottet.
Weiters waren ursprünglich noch ein zweiachsiger Gütertriebwagen und mehrere kleine Güterwagen, darunter auch ein "Rohöltransportwagen" vorhanden.
Als technische Besonderheit besaßen die Zahnradloks Lyrabügel und die Triebwagen Stangenstromabnehmer, welche im Zahnstangenabschnitt – obwohl eigentlich zwei unterschiedliche Oberleitungssysteme – gemeinsam verwendet wurden.

### Stanga-Triebwagen
Für den Betrieb der Bahn stehen heute insgesamt sechs vierachsige Triebwagen zur Verfügung, darunter vier aus dem Jahr 1935 (401, 402, 404 und 405) sowie zwei etwas jüngere von 1942 (406 und 407). Diese unterscheiden sich in Details von den älteren Fahrzeugen. Alle Wagen wurden von der Officina Meccanica della Stanga gebaut, die elektrische Ausrüstung stammt von Tecnomasio Italiano Brown Boveri (TIBB). Die beiden Drehgestelle der Type BF 3/1 stammen von der französischen Niederlassung der J. G. Brill Company, in ihnen befinden sich je zwei 33,5 kW starke Motore Type TIBB GDTM1252 in Tatzlagerausführung. Die ursprüngliche Widerstandssteuerung mit Fahrschalter wurden bei den meisten Fahrzeugen im Zuge von Modernisierungen ab 2000 durch eine Choppersteuerung ersetzt. Die Triebwagen verfügen über eine Druckluftbremse.
Die Triebwagen sind Zweirichtungsfahrzeuge, haben aber trotzdem nur auf einer Seite Türen. Alle Bahnsteige der Strecke befinden sich in Fahrtrichtung Opicina links, also auf der westlichen Seite. Zweirichtungsbetrieb mit Fahrzeugen, die nur auf einer Seite Türen aufweisen, ist recht selten. Er kommt auch bei der Kirnitzschtalbahn, der Drachenfelsbahn, der Gornergratbahn, der Rigibahn, der Pilatusbahn, der Bergbahn Rheineck–Walzenhausen, der Manitou and Pike’s Peak Railway und der Zahnradbahn Štrba–Štrbské Pleso vor.

## Galerie

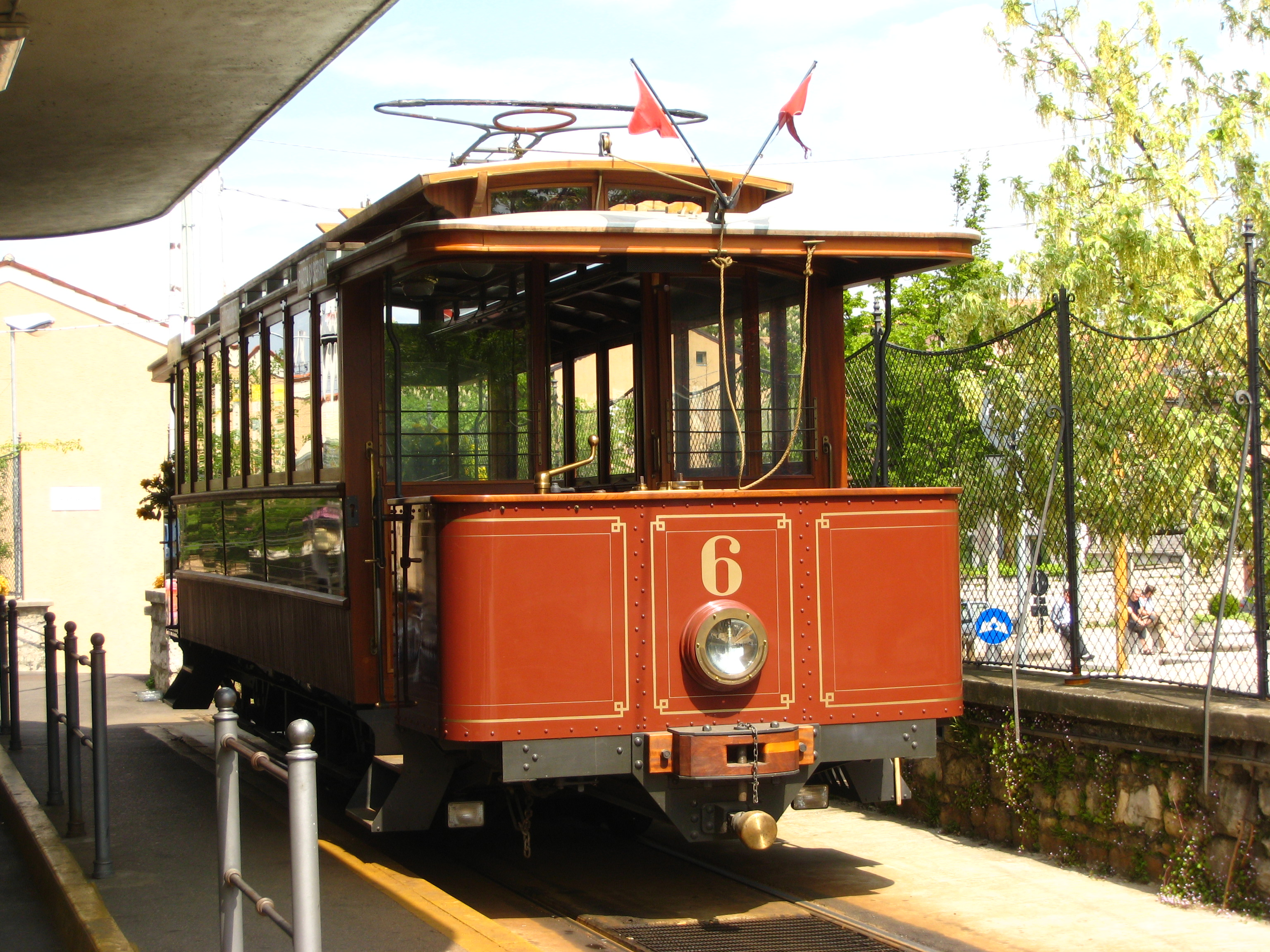
Historischer Triebwagen Nr. 6 (Graz/UEG 1902) in Opicina
Fahrgestell einer Zahnradlok (SLM/UEG 1902)
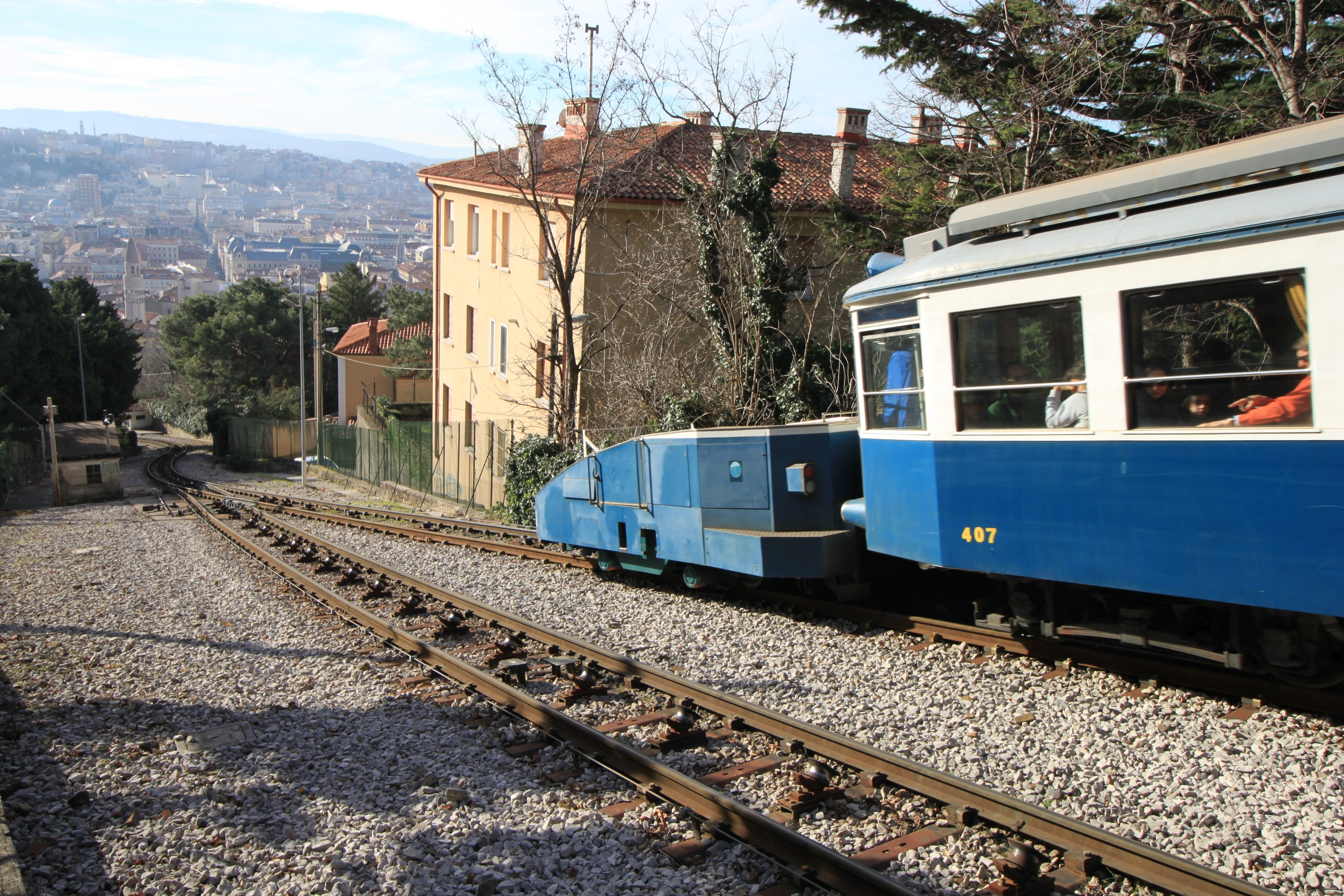
Standseilbahnstrecke mit Schubwagen vor Triebwagen 407 auf Talfahrt in der Ausweiche
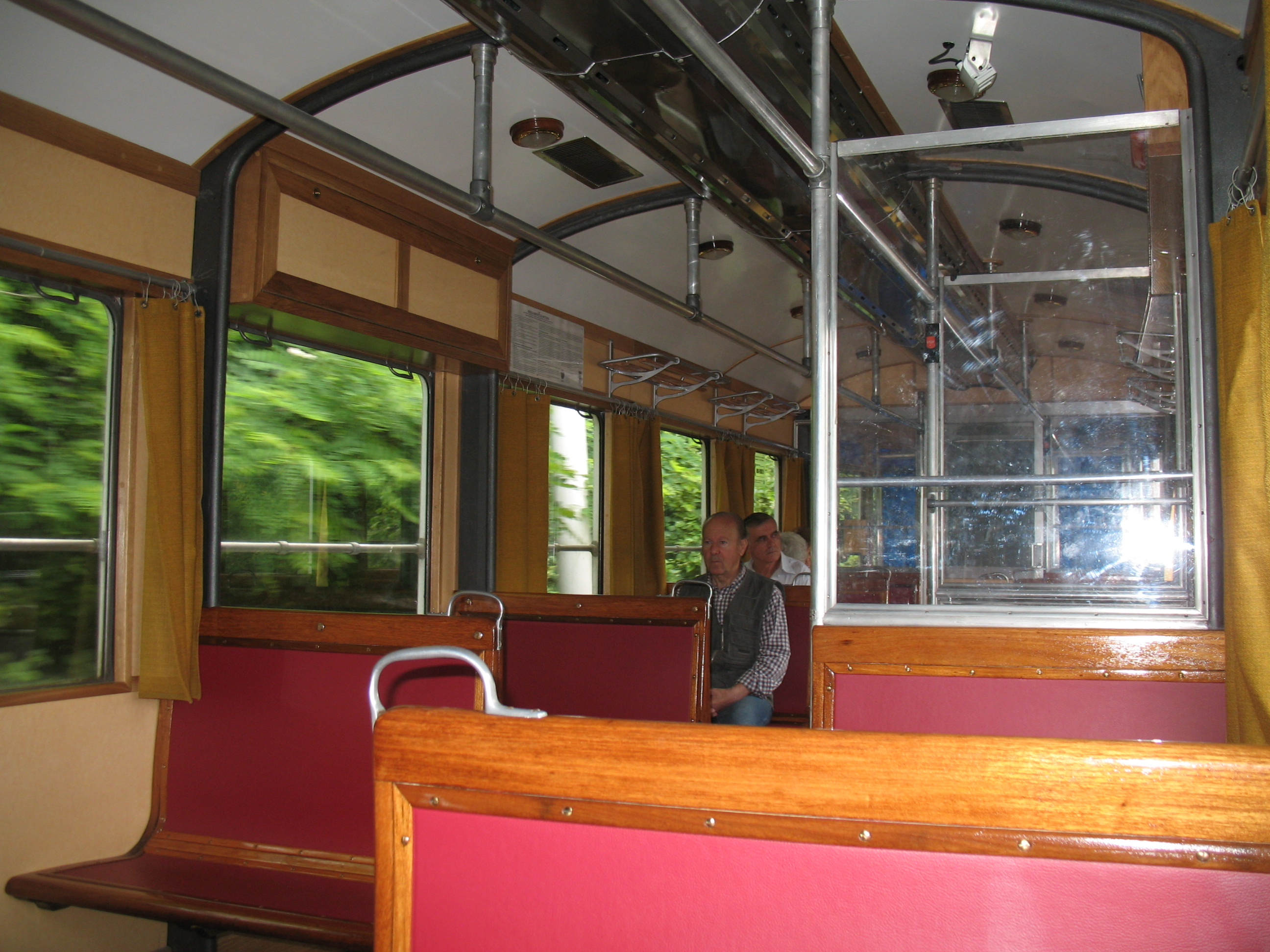
Innenansicht eines Triebwagens aus den 1930er Jahren
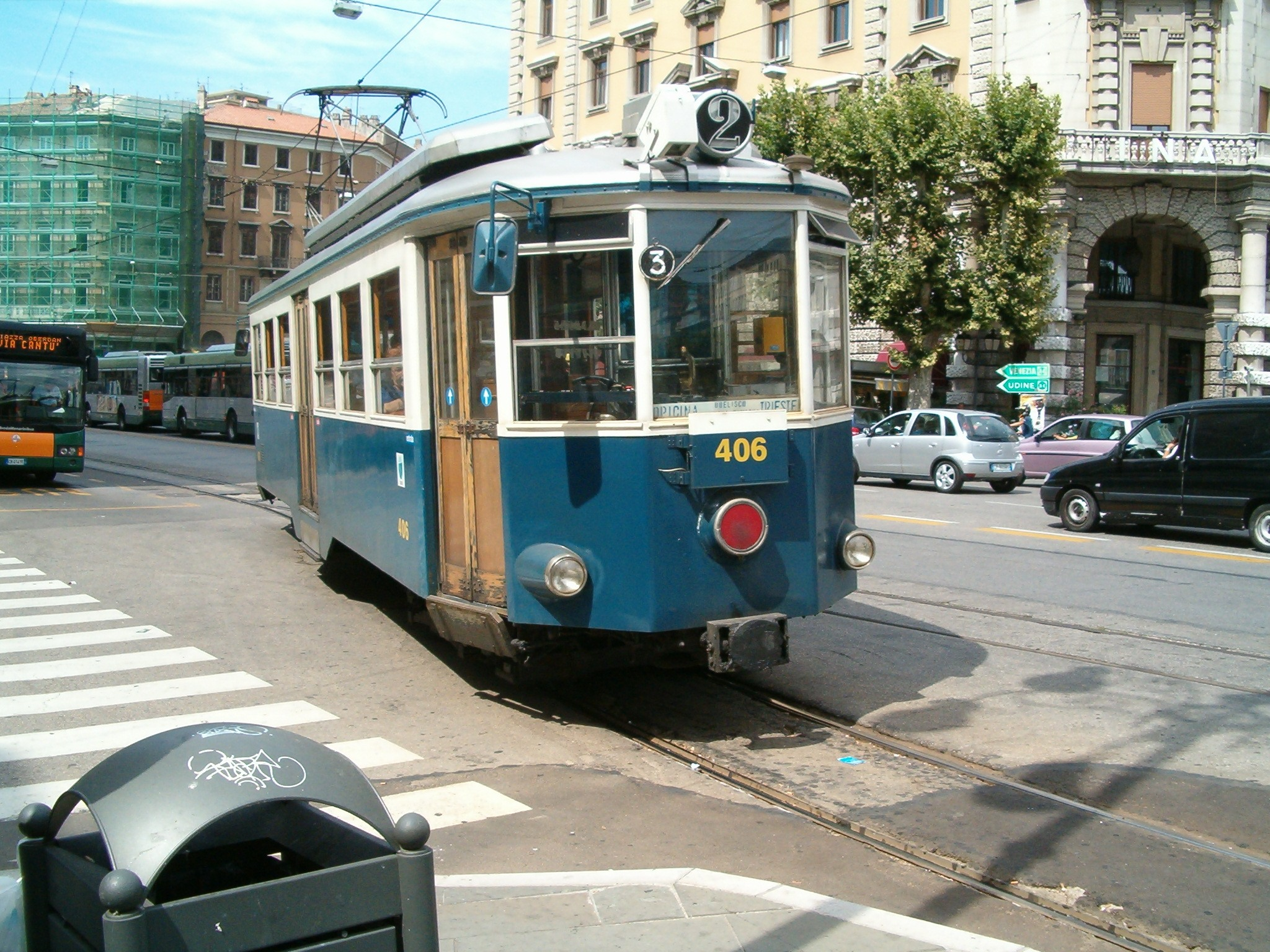
Türseite von Triebwagen 406 an der Piazza Oberdan